# Наталія Червонка
Наталія Барбара Червонка (пол. Natalia Barbara Czerwonka, 20 жовтня 1988) — польська ковзанярка, олімпійська медалістка. 
Срібну олімпійську медаль Червонка здобула в складі збірної в командній гонці переслідування на Іграх 2014 року в Сочі. Вона була в складі тієї ж команди на Іграх 2010 у Ванкувері, але медалі не отримала, бо не брала участі в жодному забігу. 
Нагороджена Орденом Відродження Польщі. 
1. 1 2  https://www.sports-reference.com/olympics/athletes/cz/natalia-czerwonka-1.html